# Ženské pomocné letecké sbory

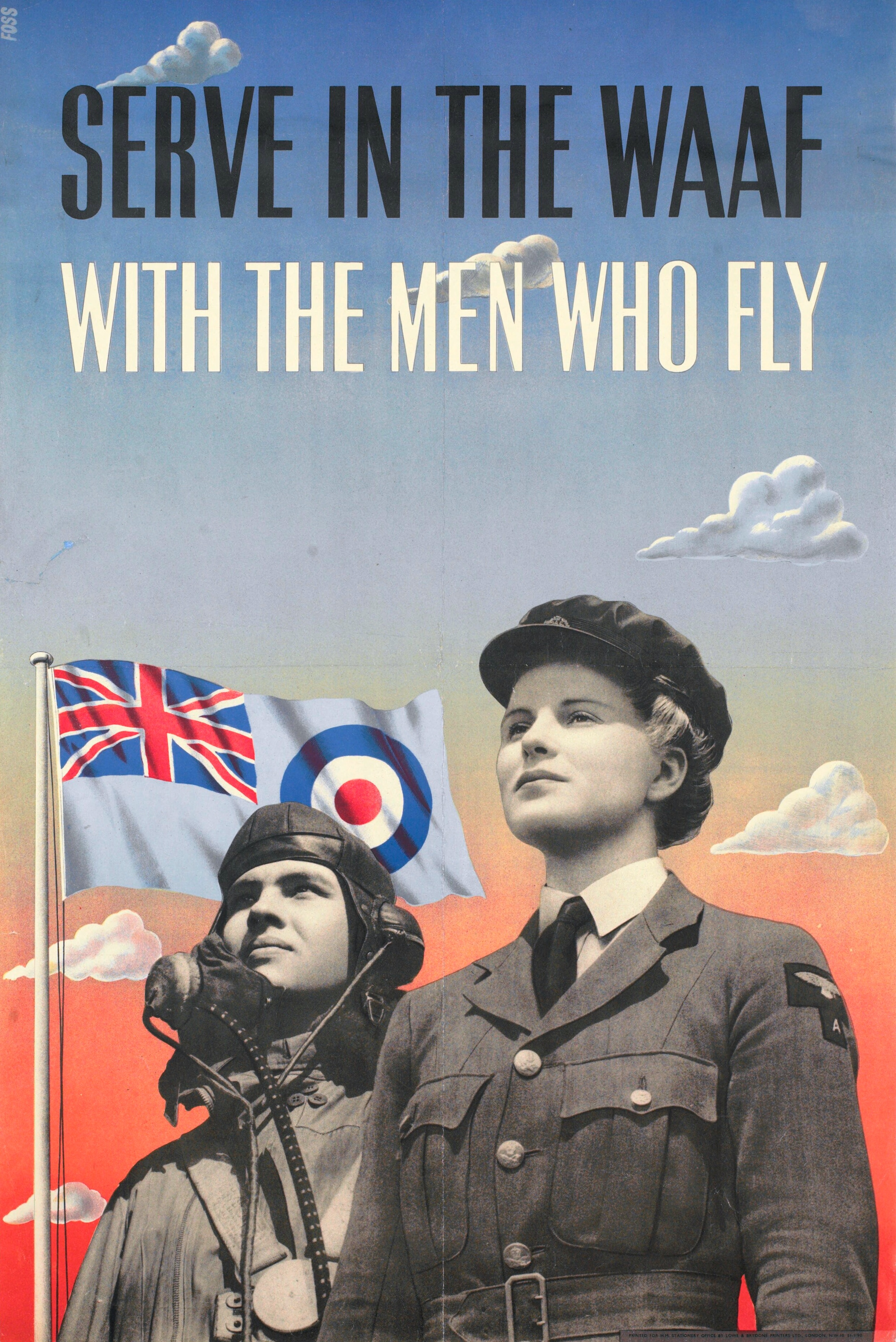
Náborový plakát do WAAF

Ženské pomocné letecké sbory (anglicky: Women's Auxiliary Air Force, zkráceně WAAF) byl ženský pomocný sbor Royal Air Force založený 28. června 1939. Jeho příslušnice nesloužily v leteckých posádkách a ani se neúčastnily aktivního boje. Byly nasazeny mimo jiné v balení padáků, cateringu, údržbě radarů a letadel, obsluze balónových přehrad, přepravě, monitoringu meteorologické situace a byly též operátorkami telefonů a telegrafů. Pracovaly taktéž s kódy a šiframi, analyzovaly průzkumné fotografie a podílely se na zpravodajských operacích Special Operations Executive (SOE).
Početně svého vrcholu dosáhly v roce 1943, kdy čítaly více než 180 tisíc příslušnic. Vedle Britek a dalších žen Commonwealthu zde byly třeba také Polky a několik desítek žen pocházelo z Československa. Některé československé ženy se v zahraničí provdaly (za krajany i příslušníky jiných států) a nezřídka se po válce do vlasti již nevrátily. Ty, které se do své domoviny vrátily, podobně jako příslušníci řad RAF čelily komunistickým represím a za svůj přínos v boji proti nacismu a fašismu se jim v Česku dostalo ocenění až po sametové revoluci.
Roku 1949 byly WAAF transformovány do složky Women's Royal Air Force (WRAF), která byla roku 1994 sloučena s Royal Air Force.

## Československé ženy vřadách WAAF (výběr)

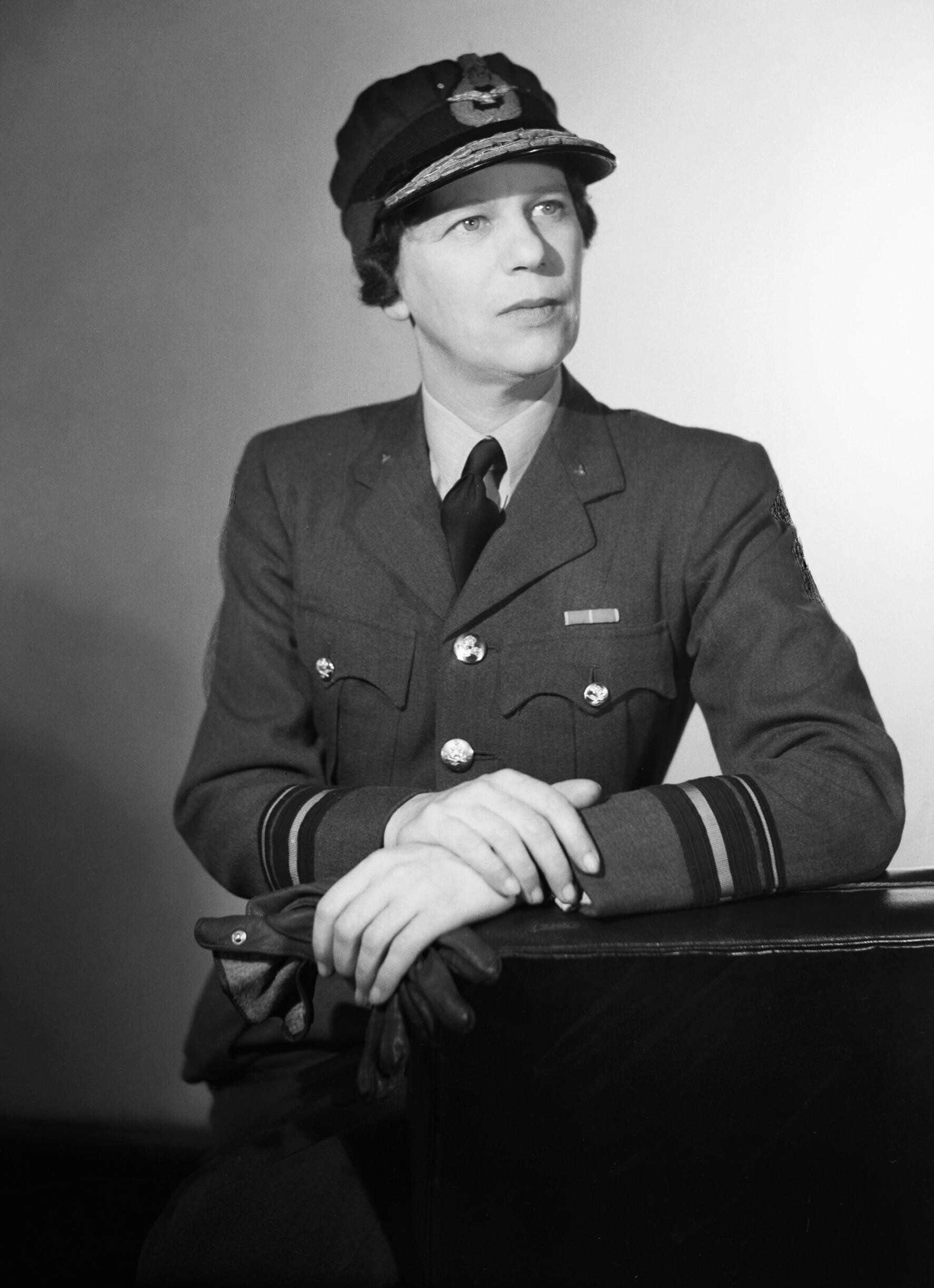
Jane Trefusis Forbes vedla WAAF v letech 1939–1943

- Jiřina Tonderová (rozená Ascherová) – radarová operátorka
- Anděla Haida (rozená Beníčková) – řidička
- Vlastimila Hrušková – meteoroložka
- Luisa Abrahams (rozená Kramerová) – meteoroložka
- Edith Weitzenová (též Greig, rozená Netlová) – odposlech nepřítele
- Ruth Tosková (rozená Ornsteinová) – elektrikářka, zpravodajská služba
- Edita Sedláková (rozená Hermanová) – meteoroložka
- Dolores Prchalová (rozená Šperková) – zpravodajská důstojnice
- Margita Rytířová (též Margaret, rozená Schneiderová) – elektrikářka, 310. československá stíhací peruť
- Ida Marie Šumová (rozená Sudická) – asistentka meteorologa, 311. československá bombardovací peruť
- Věra Marie Uhlířová – všeobecná služba
- Hana Vogelová (rozená Fischlová) – tlumočnice, 311. československá bombardovací peruť

## Galerie

Propagandistický plakát
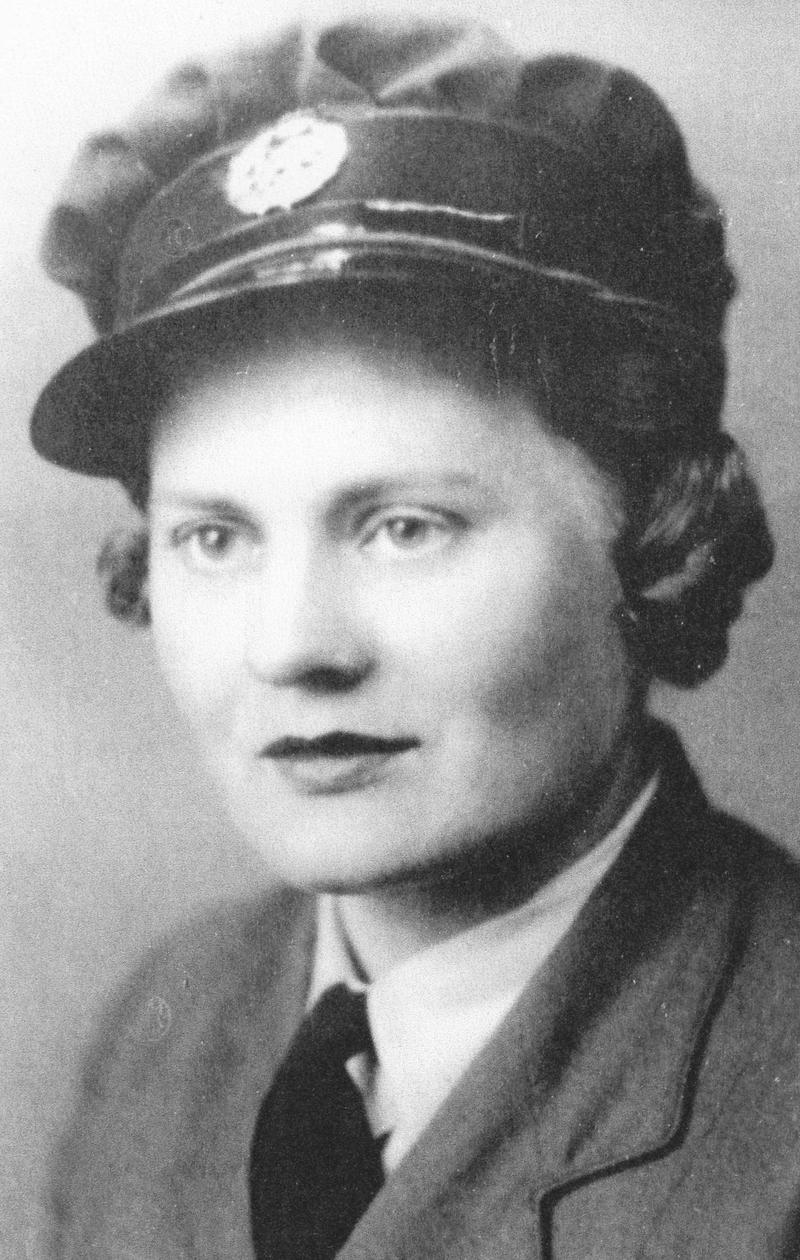
Edita Sedláková-Hermannová (1926–1945)
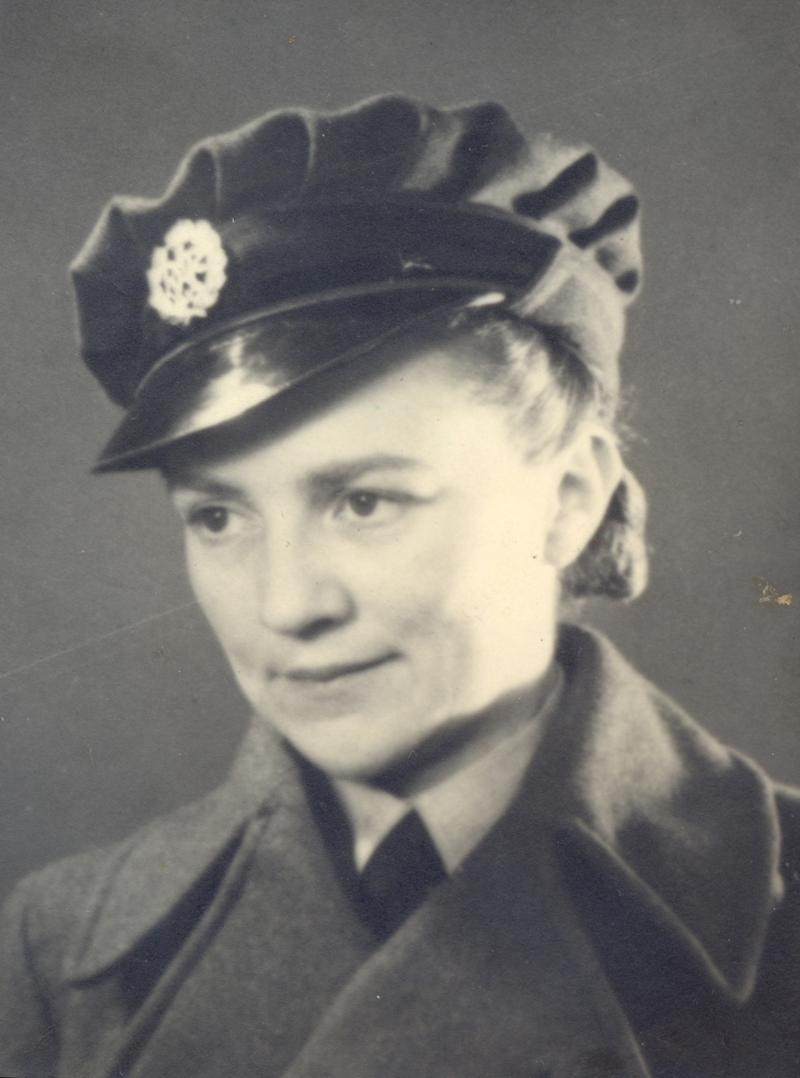
Dolores Šperková-Prchalová (1915–1990)
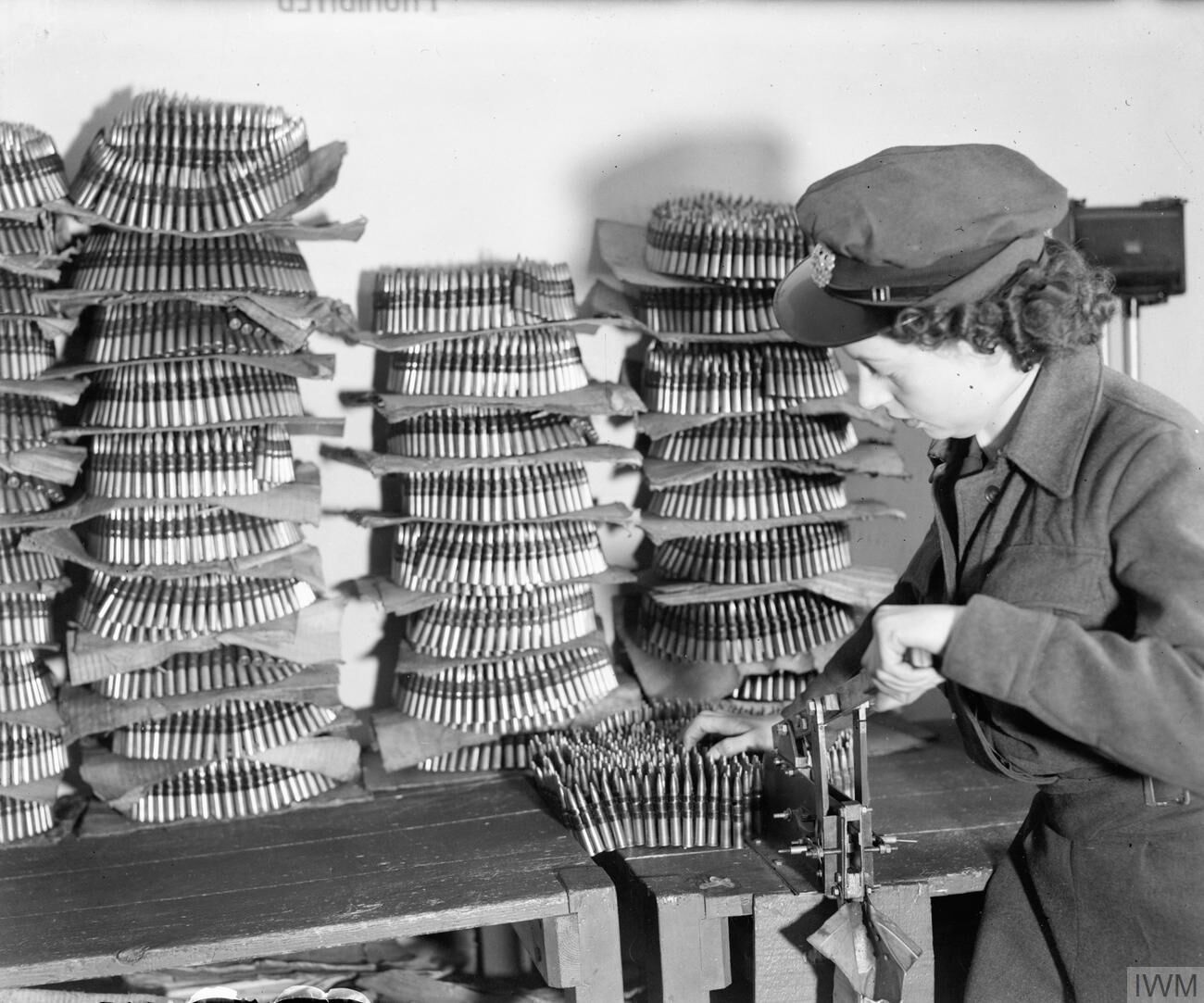
Zbrojířka připravuje kulometnou munici pro těžký bombardér Avro Lancaster
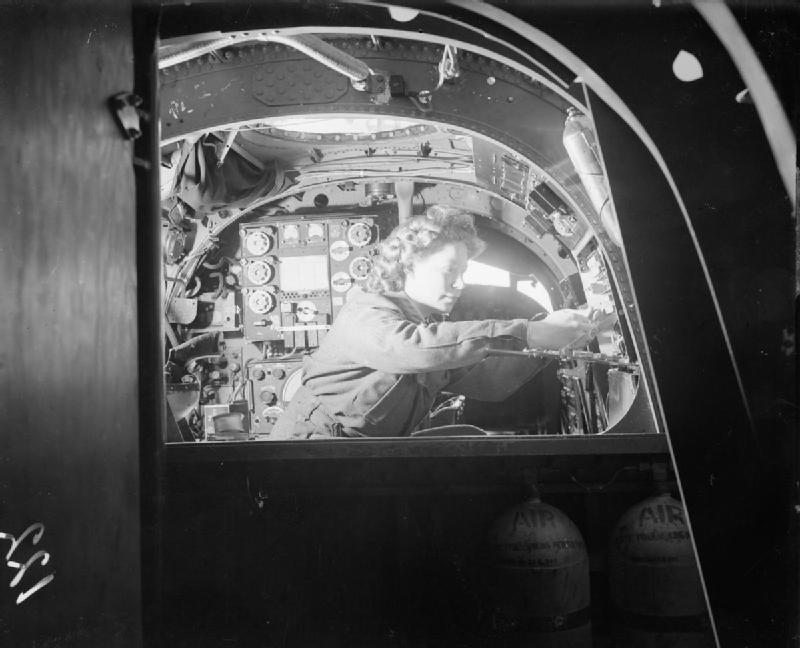
Elektrikářka od WAAF při práci v těžkém bombardéru Handley Page Halifax
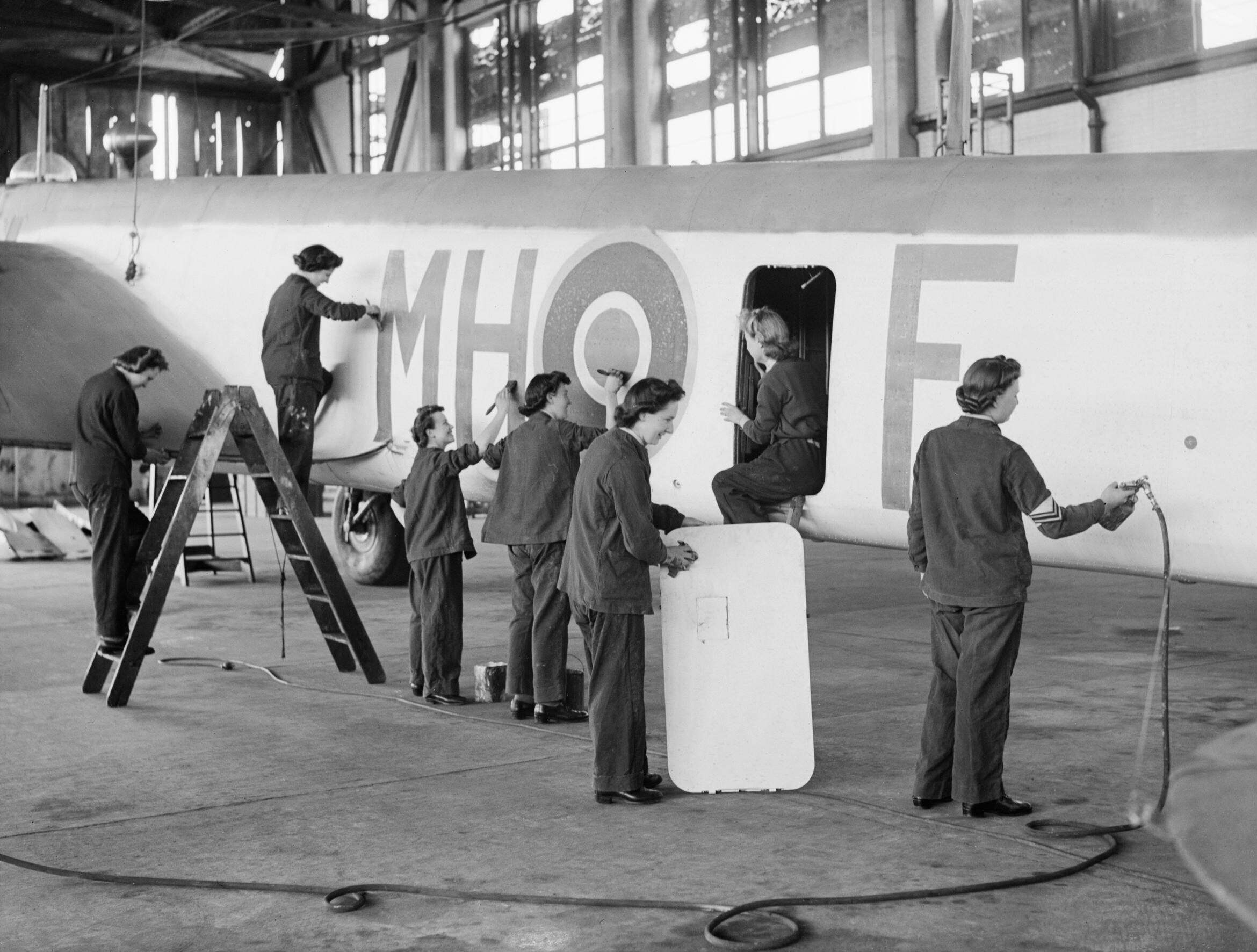
Příslušnice WAAF při údržbě bombardéru Armstrong Whitworth Whitley Mk.V pobřežního letectva
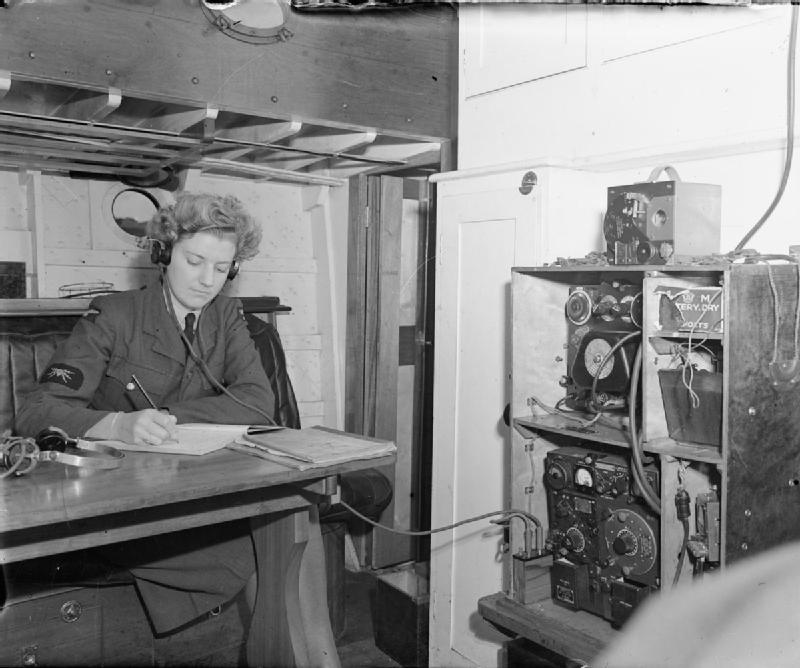
Radistka pracující na základě létajících člunů
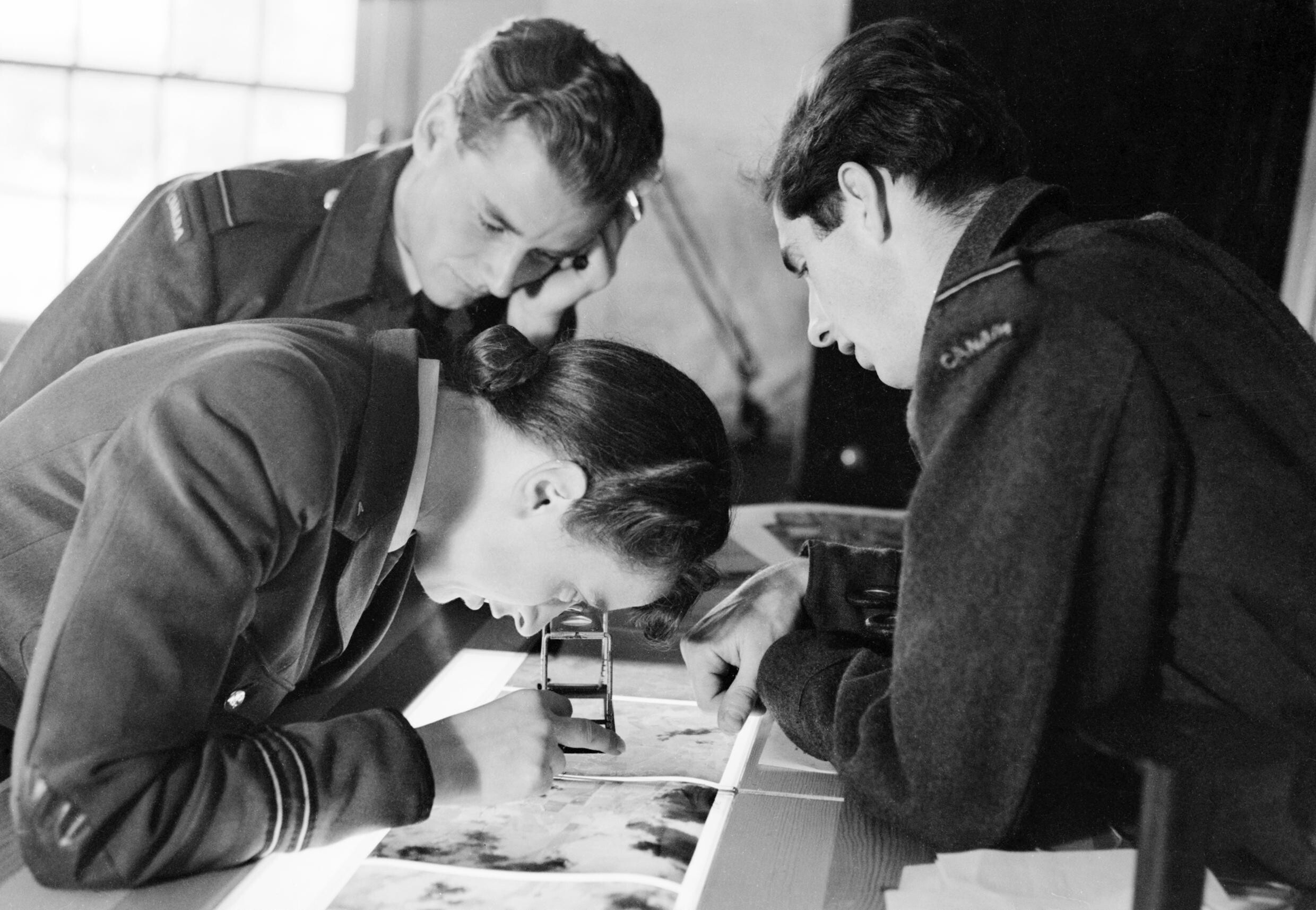
Příslušnice WAAF při analýze leteckých snímků. Přítomní jsou i dva kanadští piloti.
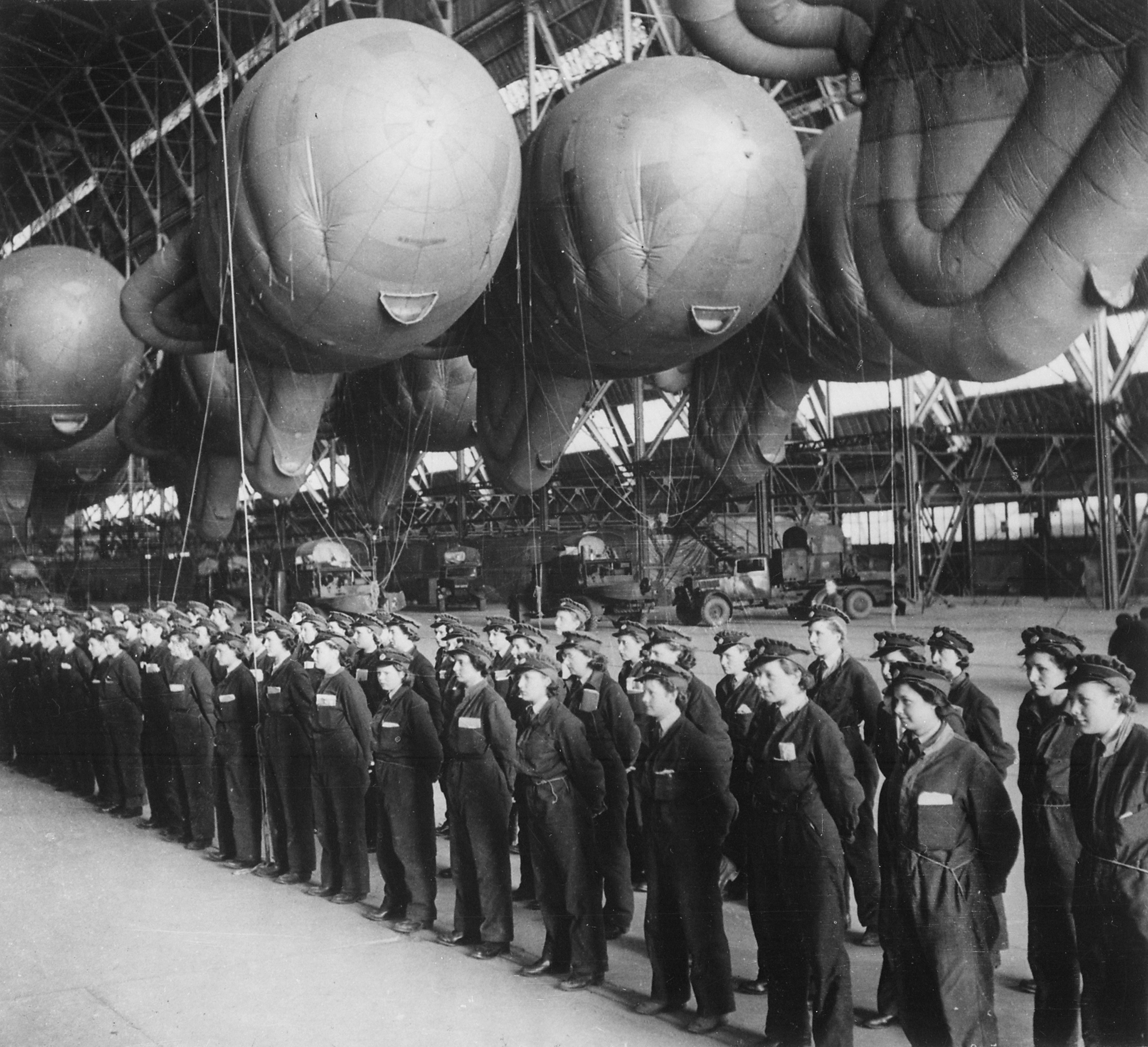
Barážové balóny s obsluhou z řad WAAF
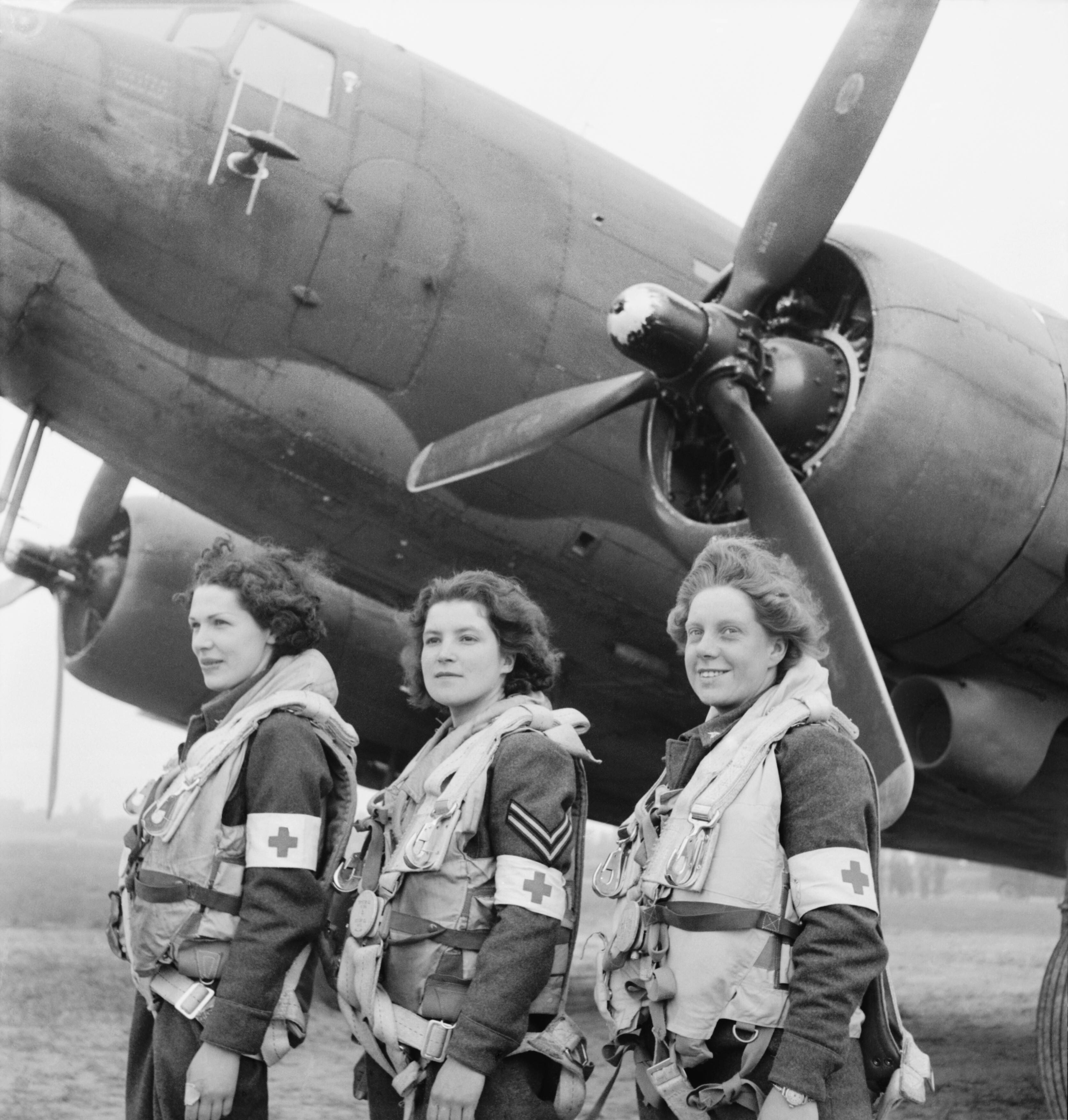
Ošetřovatelky WAAF Myra Roberts, Lydia Alford a Edna Birbeck vyfotografované v Normandii před transportním letounem Douglas Dakota Mk.III 233. perutě RAF
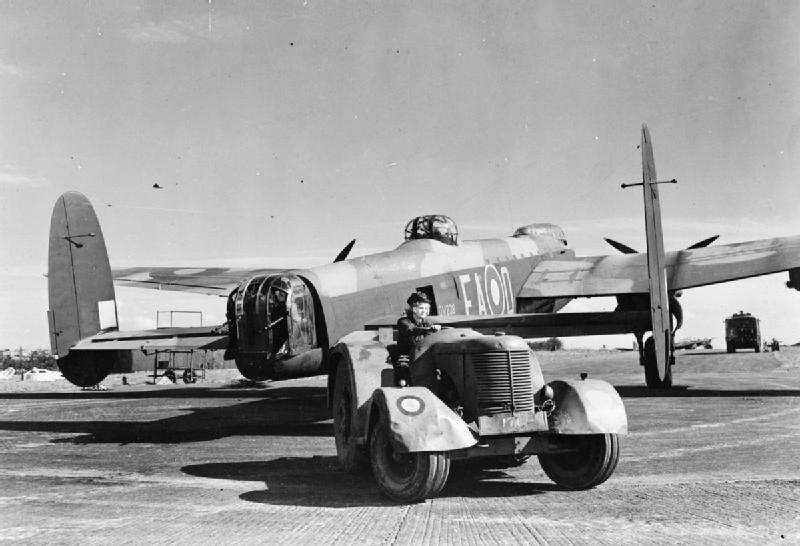
Lilian Yule při manipulaci s těžkým bombardérem Avro Lancaster 49. perutě RAF
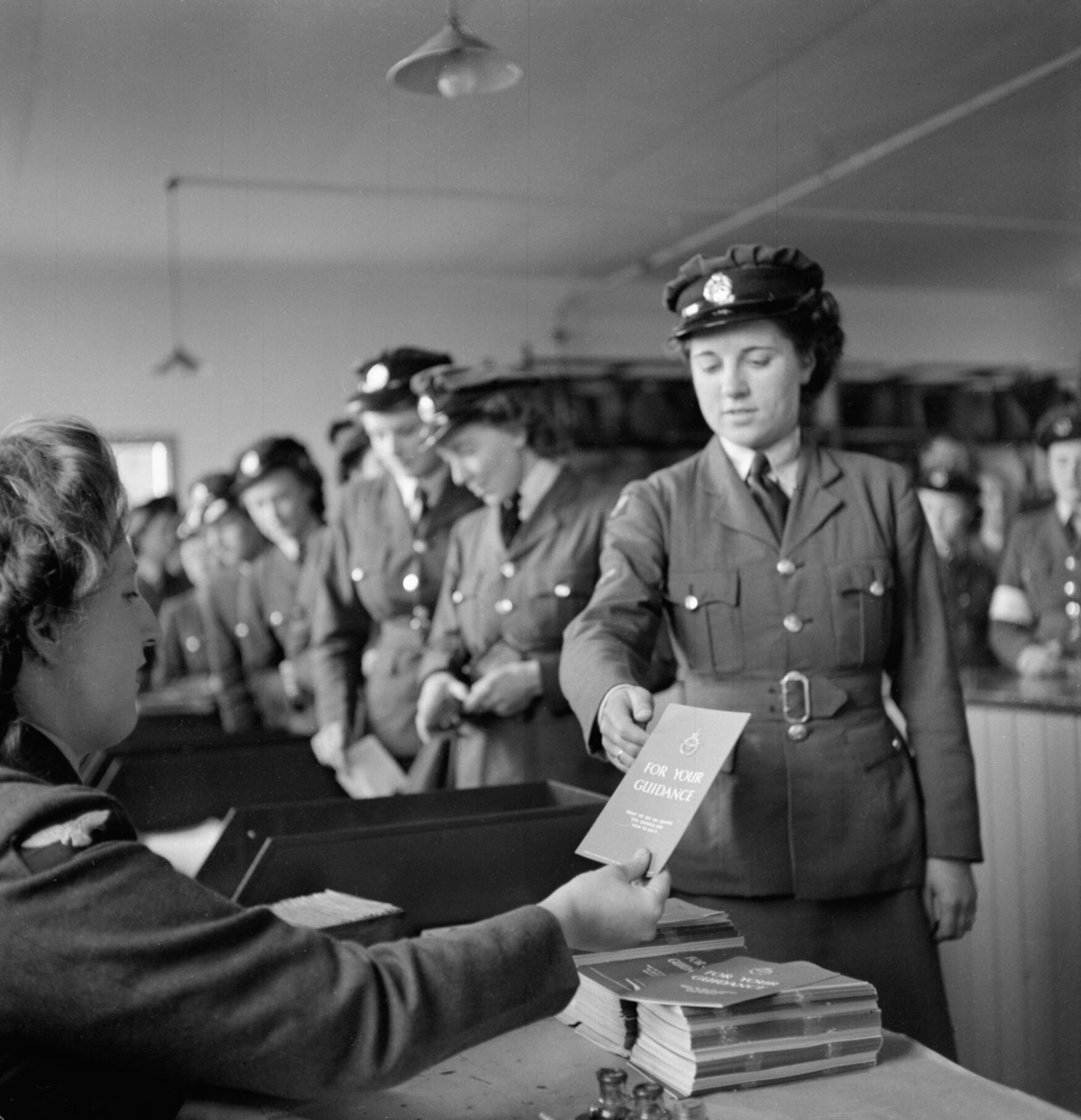
Demobilizace přéslušnic WAAF